# Зооним
Зоо́ним (от др.-греч. ζω̃ον — животное + ὄνομα — имя) — вид онима; кличка (собственное имя) дикого или домашнего животного, содержащегося в зоологическом саду или подопытного, «работающего» в цирке или в охране.

## Примеры зоонимов
- Тузик, Шарик, Барбос, Жучка (дворовая собака);
- Мухтар (служебная собака);
- Мурка (кошка);
- Вася, Мурзик, Барсик, Пушок, Рыжик (кот);
- Жданка, Буренка, Марта, Мая (корова);
- Бойцун, Гнедко (лошадь);
- Кинули (львица);
- Лима, Кеша (попугай);
- Нагди (дикая слониха);
- Сулейман (слон-вожак диких слонов);
- Маланья (слониха из зоопарка Ростова-на-Дону).

Примечание:
Зооним может быть традиционным для данной породы, например,
- гончие: Лютня, Арфа;
- борзые: Ругай, Угадай;
- сеттеры, пойнтеры: Леди;
- таксы: Гавс, Грета.

И нетрадиционным, например:
- борзая Шарик, такса Топка.

Породистые лошади получают имена, сложенные из слогов, взятых из имен «отца» и «матери». В некоторых хозяйствах придерживаются принципа называния животных по месяцам, когда они родились (январские на я—, февральские на ф— и так далее).

## Зоонимия
Зоони́мия — совокупность зоонимов, а зоонимико́ны — это списки зоонимов.
Зоонимия — малоизученный пласт ономастики. Исследователи связывают это с тем, что зоонимы редко фиксируются в официальных документах и часто исчезают вместе с уходом из жизни их носителя.
К особенностям зоонимов можно отнести их бо́льшую, по сравнению, например, с антропонимией, «открытость» для проникновения слов из других ономастических классов и подверженность иноязычному влиянию, а также их меньшую по сравнению с другими классами имён собственных нормированность.
В качестве производных для зоонимов могут служить звукоподражательные слова (Мурка), нарицательная лексика (Жучка), а в классе кинонимов (кличек собак) и гиппонимов (кличек лошадей) — топонимы.
Существуют различия как в зоонимиконах разных языковых культур, так и внутри одной языковой культуры (зоонимия сельская, городская, современная, прошлого).
Сельская зоонимия отличается от городской большим количеством отапеллятивных (образованных от нарицательных существительных) и частотностью такой мотивации при выборе клички, как время рождения животного или принесения первого потомства. Зоонимикон прошлого отличается от современного наличием, например, глагольных кличек (Ругай, Догоняй и им подобных) и кличек, образованных от слов, обозначающих тип издаваемого животным звука (Басило, Лютня и им подобных). В современном зоонимиконе подобные клички встречаются крайне редко.
Но есть клички, в основе которых — информация о каком-то свойстве или примете животного: кот Матроскин полосатый как тельняшка, а у Каштанки из одноимённой повести А. Чехова шерсть каштанового оттенка и тому подобное.
Клички животных чаще свидетельствуют об их владельцах, нежели о самих животных. Так, крестьяне обычно считают, что кличка животного должна быть традиционной (в самых разных регионах России поросята — это Борьки и Машки, а козы и овечки — Катьки). Горожане часто называют домашних питомцев в честь кого-либо.
Примечание: в ономастической литературе употребителен также термин «поэтическая зоонимия», то есть зоонимия художественных литературных произведений, например: гусь Иван Иваныч (Чехов), собака Муму (Тургенев).

### Антропозооним
Антропозооним — зооним, образованный от любого антропонима. Примеры: Васька, Базилий (кот), Ада, Джим, Ирма, Ральф (служебные собаки), Навуходоносор (бык), Манька, Машка, Муся, Маруся (кошки, коровы), Борька (свинья), Кеша (попугай). Любое собственное имя человека, перенесённое на животное, и ставшее его собственным именем, называется антропоморфным именем, например: гусь Иван Иванович, боров Сидор Карпыч, собака Егор Николаич.
В некоторых странах не принято использовать антропонимы родного языка в качестве зоонимов, в то время как иноязычные антропонимы используются в этой функции очень часто. В культуре Китая в качестве зоонимов в основном используются звукоподражательные элементы и «слова-пожелания», но при этом к антропонимным кличкам сами китайцы относятся очень спокойно. Во многих западных культурах, в том числе и в русской, отантропонимные (образованные от антропонима) зоонимы — очень распространённое явление.